# Église de la Croix à Lahti
Pour les articles homonymes, voir Église de la Croix.
 (février 2024).
L'église de la Croix (en finnois : Ristinkirkko) est une église située dans le quartier central de Lahti en Finlande.

## L'église dans son paysage urbain
L'église est située sur la colline Kolkanmäki au 4, rue Kirkkokatu.
Elle a une hauteur de 37,5 mètres.
Au sud de la même rue, on a construit sur le Salpausselkä la Mairie de Lahti conçue par Eliel Saarinen.
La place du marché de Lahti est située à mi-distance de l'église et de la mairie.

## L'architecture
D'architecture austère et minimaliste, l'église de la Croix est l'une des œuvres les plus célèbres d'Alvar Aalto.
De forme massive et angulaire, elle est de brique de couleur rouge-brun et sur son toit s'élève une tour de clocher massive en béton.
Du côté de la place du marché on peut voir un ensemble de 52 fenêtres, une pour chaque semaine de l'année, formant une grande croix.
La nef blanche enluminée par de vastes fenêtres latérales est de forme triangulaire et a un toit en pente.
L'ensemble de l'installation est effilée en direction de l'autel donnant une impression théâtrale.
L'édifice peut accueillir 1150 personnes.
La sacristie et la petite chapelle sont dans l'aile basse du même côté de la nef que la chaire.
Au sous sol il y a une salle polyvalente, une salle de réunion et une cafétéria.
L'orgue à 52 jeux est de la fabrique d'orgues Veikko Virtanen.
L'acoustique est conçue à l'origine par Hamilkar Aalto le fils d'Alvar.
Alvar Aalto ne verra pas l'église terminée car il meurt en 1976 et l'église sera prête en 1978 et inaugurée durant l'Avent de 1978.

## Cimetière
A l'entrée du cimetière aux héros attenant à l'église on peut voir l'œuvre l'esprit de la liberté (finnois : Vapauden Hengetär) sculptée par Wäinö Aaltonen.

## Galerie

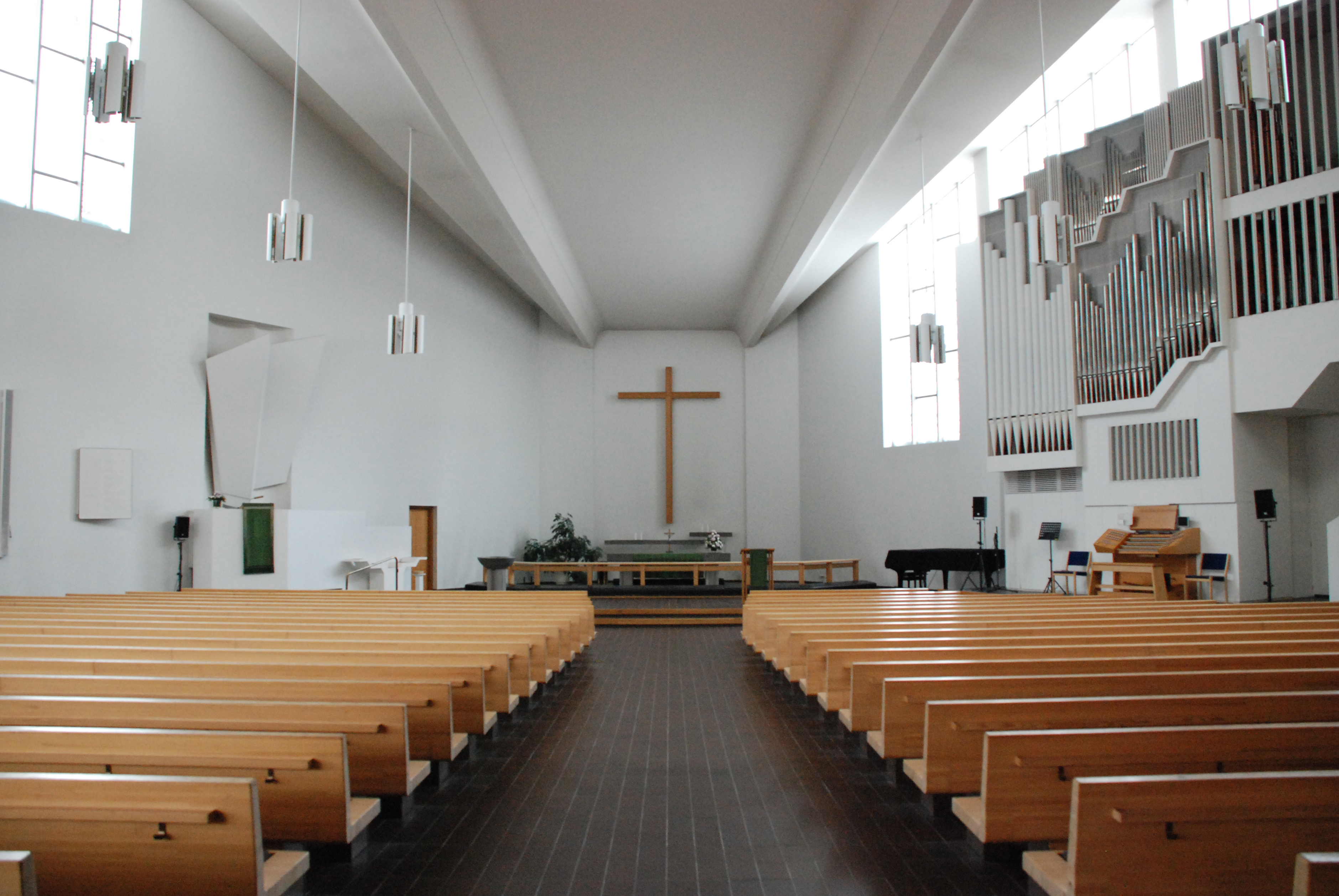
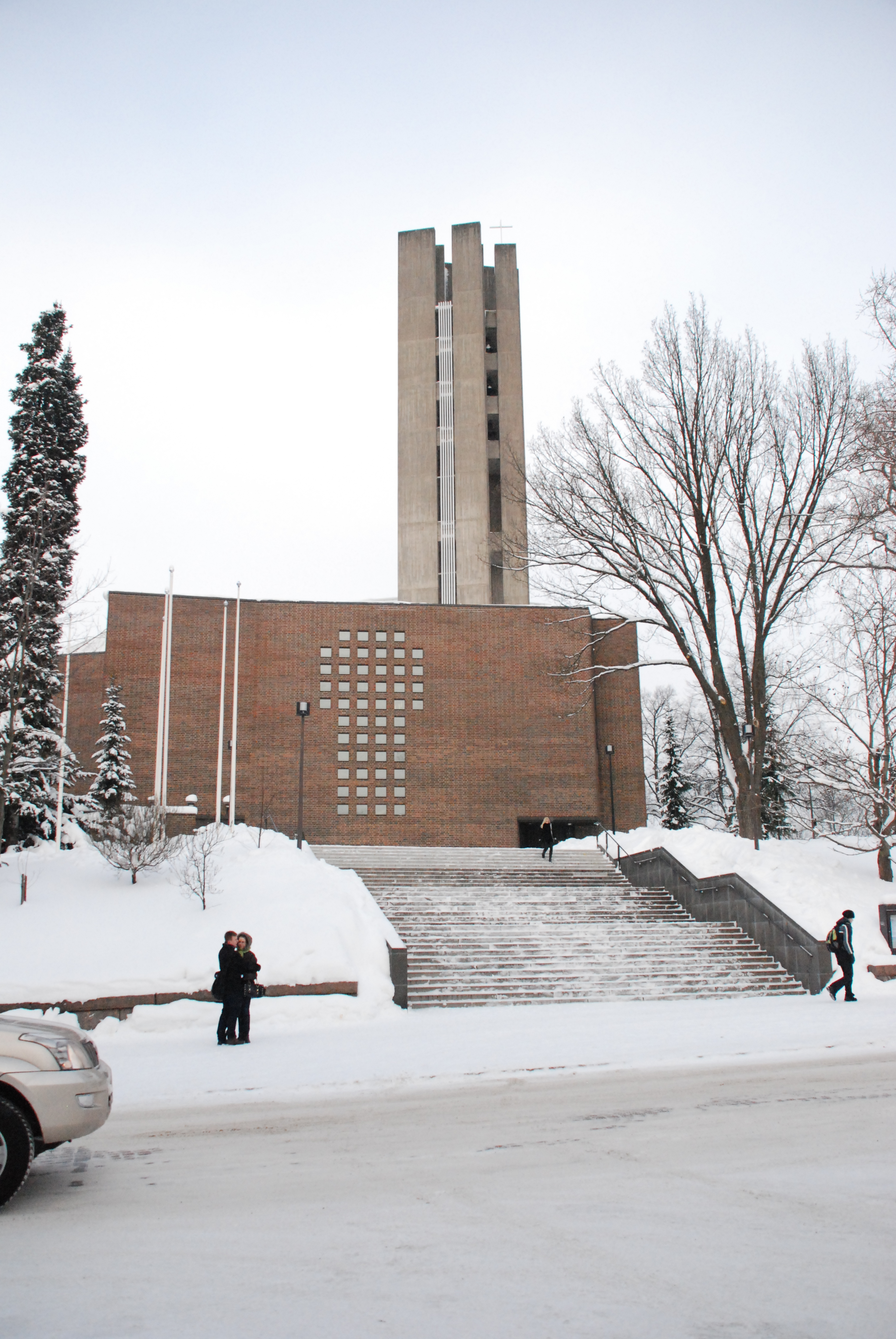
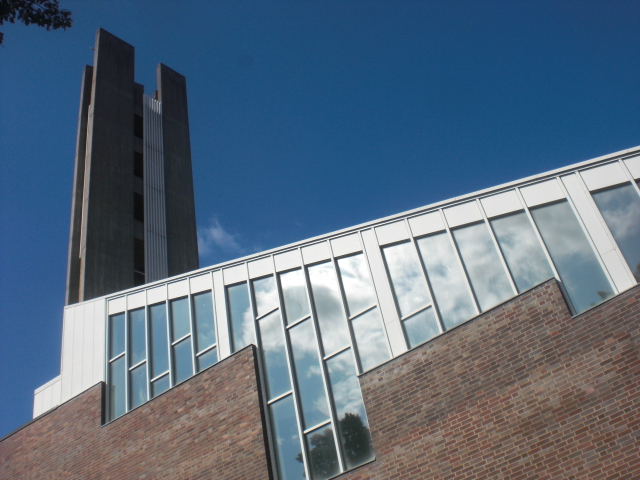
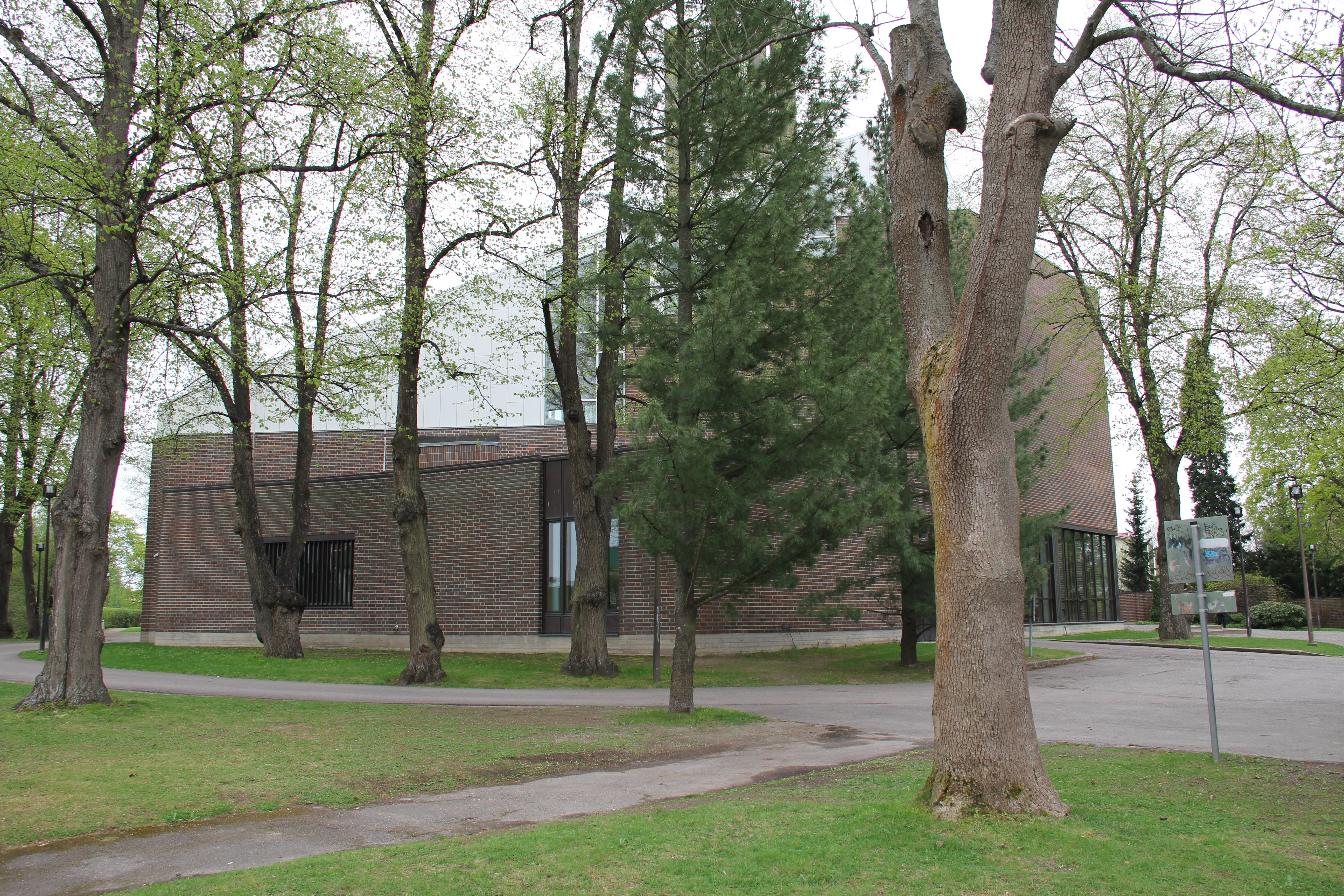